# ولتا ۸۲۰۸
سیارک ۸۲۰۸ (به انگلیسی: 8208 Volta، نامگذاری:1995DL2) هشت هزار و دویست و هشتمین سیارک کشف شده‌است که در ۲۸ فوریه ۱۹۹۵ کشف شد.
قدر مطلق سیارک برابر ۱۳٫۱۰ است.